# Docking@Home
Docking@Home era un progetto di calcolo distribuito presso l'Università del Delaware che utilizzava la piattaforma software Berkeley Open Infrastructure for Network Computing (BOINC).  Modellava il docking proteina-ligando utilizzando il programma CHARMM. Lo scopo del progetto era progettazione di nuovi farmaci. Il progetto è stato ritirato il 23 maggio 2014.